# Naftogaz
Naftogaz (en ucraïnès: Нафтогаз України o НАК), o sigui 'Petroli i gas d'Ucraïna', és la companyia de propietat estatal d'Ucraïna que es fa càrrec de l'extracció, del transport i del refinament del gas natural i del petroli brut. Aquesta companyia es coneix sobretot mundialment arran de la crisi del gas entre Ucraïna i Rússia que l'oposà al gegant rus Gazprom. Naftogaz també és activa a Egipte i als Emirats Àrabs Units. El seu director executiu és Andrí Kobolev.
El 2018 pagà 137.000 milions de hrívnies en impostos i dividends, xifra equivalent a un 15% del pressupost estatal.